# Athies (Somme)
Athies é uma comuna francesa na região administrativa de Altos da França, no departamento de Somme. Estende-se por uma área de 10,67 km². Em 2010 a comuna tinha 597 habitantes (densidade: 56 hab./km²).